# Liste der denkmalgeschützten Objekte in St. Valentin (Niederösterreich)
Die Liste der denkmalgeschützten Objekte in St. Valentin enthält die 15 denkmalgeschützten, unbeweglichen Objekte der Stadt St. Valentin im niederösterreichischen Bezirk Amstetten.

## Denkmäler
| Foto |                 | Denkmal                                                                                   | Standort                                                | Beschreibung | Metadaten |
| ---- | --------------- | ----------------------------------------------------------------------------------------- | ------------------------------------------------------- | --- | --- |
| ja   | Datei hochladen | Kath. Filialkirche hl. Andreas HERIS-ID: 31418 Objekt-ID: 28365                           | Standort KG: Hofkirchen                                 | Die barocke Saalkirche mit steilem Satteldach ist im Kern spätromanisch. Der neugotische Hochaltar stammt von Max Oberhuber und ist mit 1906 datiert. Die Orgel ist ein Werk von Nikolaus Rummel sen. aus dem Jahr 1767. | BDA-Hist.: Q37942185 Status: § 2a Stand der BDA-Liste: 2025-06-30 Name: Kath. Filialkirche hl. Andreas GstNr.: .13 Filialkirche hl. Andreas St. Valentin                                                       |
| ja   | Datei hochladen | Schlössl Seggau HERIS-ID: 49910 Objekt-ID: 54247                                          | Hofkirchen 45 Standort KG: Hofkirchen                   | Das frühbarocke Schloss Seggau ist ein schlichter, zweigeschoßig dreiachsiger Rechteckbau mit steilem Walmdach, der um die 17./18. Jahrhundertwende umgestaltet wurde. Bemerkenswert ist der hochbarocke Dachreiter mit Ovalluke, Halbpassschallfenstern und Uhrengiebel. | BDA-Hist.: Q38036883 Status: Bescheid Stand der BDA-Liste: 2025-06-30 Name: Schlössl Seggau GstNr.: 773/3 Schlössl Seggau St. Valentin                                                                         |
| ja   | Datei hochladen | Kath. Filialkirche hl. Maria Magdalena HERIS-ID: 31420 Objekt-ID: 28367                   | Standort KG: Rems                                       | Die spätromanische Saalkirche aus dem zweiten Viertel des 13. Jahrhunderts ziert im Westen ein barocker Dachreiter und im Süden ein vierstufiges skulptiertes Spitzbogenportal. Die spätgotische Langhauseinwölbung stammt aus der Zeit um 1500, die reich verzierte Maßwerkbrüstung der hallenbreiten, hölzernen Westempore wird stilistisch in die Zeit um 1400 eingeordnet. Die Einrichtung stammt überwiegend aus der Zeit der 19./20. Jahrhundertwende; die Orgel ist ein Werk von Johann Lachmayr, die Altäre sind aus der Hand von Max Oberhuber. | BDA-Hist.: Q37942195 Status: § 2a Stand der BDA-Liste: 2025-06-30 Name: Kath. Filialkirche hl. Maria Magdalena GstNr.: 32 Filialkirche hl. Maria Magdalena, Rems                                               |
| ja   | Datei hochladen | Raucheggerkapelle HERIS-ID: 45985 Objekt-ID: 47584                                        | bei Raad 5 Standort KG: Rems                            | Die freistehende, rechteckige Hauskapelle mit Satteldach, bemalter Kartuschennische im Giebelfeld und Inschriftentafel wurde 1856 erbaut. Im Inneren befindet sich ein spätgotisches Kruzifix, das vermutlich aus der ehemaligen Minoritenkirche des Franziskanerklosters Enns stammt. Die Hinterglasmalereien (Kreuzweg) stammen aus Sandl. | BDA-Hist.: Q38018428 Status: Bescheid Stand der BDA-Liste: 2025-06-30 Name: Raucheggerkapelle GstNr.: 225 |
| ja   | Datei hochladen | Kapelle HERIS-ID: 110877 Objekt-ID: 128636                                                | bei Viehart 3 Standort KG: Rems                         | Die freistehende, quadratische Hauskapelle aus dem Jahr 1777 ist mit einer Mansardhaube bedeckt. | BDA-Hist.: Q37821132 Status: Bescheid Stand der BDA-Liste: 2025-06-30 Name: Kapelle GstNr.: 611 Kapelle St. Valentin                                                                                           |
| ja   | Datei hochladen | Sog. Bäckerhaus HERIS-ID: 31413 Objekt-ID: 28359                                          | Hauptplatz 1 Standort KG: St. Valentin                  | Das Bäckerhaus, ehemaliges Gehöft und Bäckerei, stammt im Kern aus dem 17. Jahrhundert und wurde im dritten Viertel des 19. Jahrhunderts umgebaut. Ein Oberlichtportal mit originalem Türblatt ist mit 1863 bezeichnet. | BDA-Hist.: Q37942154 Status: Bescheid Stand der BDA-Liste: 2025-06-30 Name: Sog. Bäckerhaus GstNr.: .3/1 |
| ja   | Datei hochladen | Volksschule HERIS-ID: 63476 Objekt-ID: 76143                                              | Hauptplatz 9 Standort KG: St. Valentin                  | Das dreiseitige, dreigeschoßige Bauwerk mit Walmdach und reicher neobarocker Fassade wurde 1900/01 errichtet und 1924 erweitert. Es besitzt einen Mittelrisalit mit Attika und Ädikulaportal. | BDA-Hist.: Q38103478 Status: § 2a Stand der BDA-Liste: 2025-06-30 Name: Volksschule GstNr.: 335 |
| ja   | Datei hochladen | Pfarrhof HERIS-ID: 31415 Objekt-ID: 28361                                                 | Hauptplatz 15 Standort KG: St. Valentin                 | Der zweigeschoßige Bau mit Walmdach und einem Treppengiebel mit Blendspitzbögen in der Mittelachse wurde 1865 von Otto Schirmer errichtet. Beim Umbau 1960/70 wurde die neugotische Fassade großteils abgeschlagen. | BDA-Hist.: Q37942168 Status: § 2a Stand der BDA-Liste: 2025-06-30 Name: Pfarrhof GstNr.: .22 |
| ja   | Datei hochladen | Wohn- und Geschäftshaus HERIS-ID: 31416 Objekt-ID: 28362                                  | Hauptplatz 17 Standort KG: St. Valentin                 | Das ehemalige Wohnhaus stammt im Kern aus dem ersten Viertel des 19. Jahrhunderts und wurde 1980/90 umgebaut und nach Westen erweitert. Aus dem dritten Viertel des 19. Jahrhunderts stammt die historische Fassade mit Köpfchen über den Fensterverdachungen, wurde jedoch beim Umbau teilweise erneuert. | BDA-Hist.: Q37942176 Status: Bescheid Stand der BDA-Liste: 2025-06-30 Name: Wohn- und Geschäftshaus GstNr.: 339                                                                                                |
| ja   | Datei hochladen | Friedhofskapelle HERIS-ID: 31412 Objekt-ID: 28358                                         | Standort KG: St. Valentin                               | Ein übergiebelter Rechteckbau mit Satteldach, Korbbogenportal und zwischen Pilastern liegenden Rundbogenfenstern, der in den Jahren 1848/50 errichtet wurde. | BDA-Hist.: Q37942146 Status: § 2a Stand der BDA-Liste: 2025-06-30 Name: Friedhofskapelle GstNr.: .1 |
| ja   | Datei hochladen | Kath. Pfarrkirche hl. Valentin HERIS-ID: 31410 Objekt-ID: 28356                           | Standort KG: St. Valentin                               | Die bedeutende spätgotische Hallenkirche mit Langchor ist ein Spätwerk der Steyrer Bauhütte und stammt im Kern aus dem dritten Drittel des 15. Jahrhunderts bis 1525. Der aus 1476 stammende Chor wurde um 1520 eingewölbt, das Rippennetz um 1870 bis 1873 vollständig erneuert. Der massive, mit einem Giebelspitzhelm bedeckte Turm im Westen wurde 1886 bis 1890 zur Hälfte abgetragen und beträchtlich höher wieder aufgebaut. Die Einrichtung ist fast vollständig neogotisch aus der zweiten Hälfte des 19. Jahrhunderts. Die Orgel fertigte Matthäus Mauracher sen. 1870 an und wurde 1907 sowie 1964 umgebaut. 2012 wurde sie durch ein neues Werk der Firma Vleugels im restaurierten Gehäuse ersetzt. | BDA-Hist.: Q37942131 Status: § 2a Stand der BDA-Liste: 2025-06-30 Name: Kath. Pfarrkirche hl. Valentin GstNr.: .28 Pfarrkirche hl. Valentin St. Valentin                                                       |
| ja   | Datei hochladen | Figurenbildstock hl. Valentin HERIS-ID: 64526 Objekt-ID: 77259                            | Standort KG: St. Valentin                               | Der im Jahr 1854 errichtete Bildstock besteht aus einem Baldachinpostament, dessen Statue 1938 ersetzt wurde. | BDA-Hist.: Q38107325 Status: § 2a Stand der BDA-Liste: 2025-06-30 Name: Figurenbildstock hl. Valentin GstNr.: 1324/3 Figurenbildstock hl. Valentin St. Valentin                                                |
| ja   | Datei hochladen | Immaculata Säule HERIS-ID: 110889 Objekt-ID: 128649                                       | Kobelfeldstraße 4, südöstlich Standort KG: St. Valentin | Die Statue Maria Immaculata befindet sich auf einer toskanischen Postamentsäule aus dem Jahr 1779. | BDA-Hist.: Q37821220 Status: Bescheid Stand der BDA-Liste: 2025-06-30 Name: Immaculata Säule GstNr.: 55/1 Immaculata Säule St. Valentin                                                                        |
| BW   | Datei hochladen | Hügelgrab Altenrath HERIS-ID: 31423 Objekt-ID: 28370                                      | Altenrath Standort KG: Thurnsdorf                       | | BDA-Hist.: Q37942217 Status: Bescheid Stand der BDA-Liste: 2025-06-30 Name: Hügelgrab Altenrath GstNr.: 2149                                                                                                   |
| ja   | Datei hochladen | Kath. Pfarrkirche hl. Maria von der immerwährenden Hilfe HERIS-ID: 31411 Objekt-ID: 28357 | Langenharterstraße Standort KG: Thurnsdorf              | Ein nach den Plänen von Josef Friedl in den Jahren 1955 bis 1957 errichteter rechteckiger Blockbau mit Walmdach und zahlreichen Anbauten. Das Altarrelief mit Szenen aus dem Leben Marias stammt vom Wotruba-Schüler Franz Pöhacker. | BDA-Hist.: Q25934684 Status: § 2a Stand der BDA-Liste: 2025-06-30 Name: Kath. Pfarrkirche hl. Maria von der immerwährenden Hilfe GstNr.: .437 Pfarrkirche hl. Maria von der immerwährenden Hilfe, St. Valentin |